# ICON
ICON es un álbum recopilatorio de la banda alemana de hard rock y heavy metal Scorpions, publicado en 2010 por Island Records para Europa y por Mercury Records para los Estados Unidos. Como su nombre lo dice las canciones que incluye son «iconos» de la agrupación desde 1980 hasta el último sencillo de su álbum Sting in the Tail. Días después se lanzó la segunda parte de la recopilación llamada ICON 2, que contiene doce pistas más.
Por otra parte, el sistema Nielsen SoundScan informó que se habían vendido 81 466 copias hasta la semana del 21 de octubre de 2014 solo en los Estados Unidos.

## Lista de canciones
| N.º | Título                               | Escritor(es)                        | Duración |  |
| 1.  | «Rock You Like a Hurricane»          | Schenker, Meine, Rarebell           | 4:13     |  |
| 2.  | «No One Like You»                    | Schenker, Meine                     | 3:57     |  |
| 3.  | «The Zoo»                            | Schenker, Meine                     | 5:29     |  |
| 4.  | «Still Loving You»                   | Schenker, Meine                     | 6:28     |  |
| 5.  | «Big City Nights»                    | Schenker, Meine                     | 4:10     |  |
| 6.  | «Believe In Love»                    | Schenker, Meine                     | 5:23     |  |
| 7.  | «Rhythm of Love»                     | Schenker, Meine                     | 3:49     |  |
| 8.  | «I Can't Explain» (cover de The Who) | Pete Townshend                      | 3:22     |  |
| 9.  | «Tease Me Please Me»                 | Meine, Rarebell, Jabs, Vallance     | 4:43     |  |
| 10. | «Wind of Change»                     | Meine                               | 5:11     |  |
| 11. | «Humanity»                           | Meine, Child, Bazilian, Frederiksen | 5:25     |  |
| 12. | «Raised on Rock»                     | Meine, Andersson, Hansen            | 3:58     |  |